# Zamieszki w Dżos (2008)
Zamieszki w Dżos (2008) – walki między muzułmanami a chrześcijanami w nigeryjskiej miejscowości Dżos w dniach 27–29 listopada 2008.

## Przyczyny
Bezpośrednią przyczyną zamieszek była rywalizacja między zwolennikami dwóch głównych ugrupowań politycznych, które startowały w lokalnych wyborach, pierwszych od ponad 10 lat. Same wybory odbyły się 27 listopada. Zamieszki rozpoczęły się w chwili, gdy rozeszły się pogłoski, iż miała wybory wygrać Ludowa Partia Demokratyczna (PDP). Wtedy grupa etniczna Hausa popierająca Partię Wszystkich Ludzi w Nigerii (ANPP) wszczęła atak na politycznych przeciwników.

## Walki
Przedstawiciele muzułmańskiej grupy etnicznej Hausa podpalali chrześcijańskie kościoły i zabijali przeciwników politycznych. Z kolei chrześcijanie - zwolennicy PDP, podpalali meczety. W wyniku rozruchów zginęło ponad 381 osób.
Czerwony Krzyż podał, że w wyniku zamieszek swoje domy opuściło 10 000 ludzi.
W strefę walk wysłano nigeryjskie wojsko, aby rozdzielić walczące strony i utworzyć strefę buforową. Wojsko dostało nakaz strzelania do osób biorących udział w zamieszkach. Wprowadzono także godzinę policyjną.

## Ofiary
29 listopada do meczetów przyniesiono ok. 300 zabitych muzułmanów. Martwych chrześcijan natomiast do meczetów nie przyniesiono, więc liczba zabitych może być dużo wyższa.
Ponadto policja zatrzymała ok. 350 ludzi, zarówno chrześcijan jak i muzułmanów, biorących udział w walkach.